# Gabrielle Walcott
Gabrielle 'Gabby' Walcott (Puerto España, 26 de junio de 1984) es una modelo y reina de belleza de Trinidad y Tobago conocida como segunda finalista de Miss Mundo 2008 y concursante a Miss Universo 2011.
Estudió actuación en HB Studios en la ciudad de Nueva York después de terminar un programa de extensión en la Universidad de las Indias Occidentales.

## Vida
Walcott nació en la República de Trinidad y Tobago el 26 de junio de 1984. Es la mayor de sus tres hermanos: Heidi, Josué y Sophie Walcott. Asistió a la Escuela Primaria Santa Bernardita, la Escuela Secundaria Providencia niñas, de la Universidad de las Indias Occidentales de Estudios Continuos de la Universidad de las Indias Occidentales, y más tarde persigue la actuación y artes escénicas en los estudios de HB en la ciudad de Nueva York, Estados Unidos.
Un puente Espectáculo Ecuestre con experiencia, Walcott también tomó aficiones como la danza, yoga, Pilates, la fotografía, el hockey, el arte y siempre ha tenido una pasión por la actuación y el teatro. Es miembro desde hace mucho tiempo y partidario de la Sociedad de Trinidad y Tobago para la Prevención de la Crueldad contra los Animales (el TTSPCA), y afirma que han rescatado a diez perros y gatos vagabundos.
Dos hermanas menores de Walcott, los gemelos Bernadette y Teresa, murió poco después del parto. Más tarde, ella perdió a su tía materna con cáncer de mama, que según ella despertó su interés en trabajar con organizaciones benéficas relacionadas con el cáncer y las organizaciones.

## Actuación y de trabajo de producción
Walcott fue la protagonista femenina en el video musical de 2005 Wanna Love Girl U de Robin Thicke, dirigido por Hype Williams, y en el 2004 "Tempted to touch" video también producido por Hype Williams para la Rupia de Barbados artista soca. Le acreditan como extra en la película de 2006 Backlash y el próximo [¿cuándo?] Película noruega "Limbo". Sus créditos de producción incluyen Artista otros Set de Real World / Carretera desafiar las reglas: el guante en 2005, y como supervisor de vestuario para Backlash en 2008.

## Miss Mundo 2008
Walcott sigue los pasos de Valene Maharaj y fue el participante 2008 en el certamen de Miss Mundo. Colocó como el segundo finalista de Ksenia Sukhinova de Rusia. Ella ganó el título de Miss Mundo del Caribe 2008 para conseguir el más alto lugar de los delegados del Caribe, y belleza de Miss Mundo Con Un Propósito de 2008 para trabajar con los apenas porque fundación dedicada a crear condiciones hospitalarias para niños con cáncer y ayudar a recaudar 100.000 dólares en la caridad para la creación de una nueva sala para estos niños.
Además, puesto que Walcott, uno de los 25 semi-finalistas en el concurso de belleza Miss Mundo Beach, uno de los 32 semi-finalistas en el concurso de Miss Mundo Top Model, y uno de los tres finalistas para el premio de Mejor Diseñador del Mundo vestido

## Obras de caridad y obras sociales
Walcott trabaja con la Fundación sólo porque, una organización comunitaria sin fines de lucro fundada por Chevaughn José y José Noel en honor de su hijo de Jabes "JB" José, que murió de una rara forma de cáncer. El JBF ofrece apoyo práctico y emocional para los padres y hermanos de niños con cáncer.
Ella ha trabajado con Miss Trinidad y Tobago Universo Anya Ayoung-Chee con la Fundación Tallman. La Fundación fue establecida para el empoderamiento de los jóvenes en zonas desfavorecidas.
En 2008, la Asociación pro Naciones Unidas de Trinidad y Tobago (UNATT) pidió a ambas Walcott y Anya Ayoung-Chee ser portavoces del grupo. Ambas mujeres aceptaron y ahora siguen siendo miembros del grupo de defensa. UNATT el brazo de las ONG de las Naciones Unidas que tiene como objetivo defender las Naciones Unidas y los Objetivos de Desarrollo del Milenio a través de sus características demográficas y grupo de edad.  Walcott ha sido un partidario activo de la organización y fue el facilitador de un taller que reunió a 2008 juntas las distintas partes interesadas en todo el país a un discurso sobre el estado de los ODM  en Trinidad y Tobago con un enfoque en la juventud.